# Helena Almeida
Helena Almeida (Lisboa, 1934 - Sintra, 26 de setembre de 2018) fou una fotògrafa i artista portuguesa.
Va néixer a Lisboa en un ambient artístic, ja que el seu pare era l'escultor Leopoldo de Almeida. Va cursar la llicenciatura en Belles arts a la seva ciutat natal. Es va casar amb l'arquitecte i escultor Artur Rosa, amb el qual té una filla que també realitza treballs artístics amb el nom de Joana Rosa.

## Obra
El seu treball artístic, basat en la fotografia, en blanc i negre principalment, s'inicia a la fi dels anys seixanta, quan començaven a desenvolupar-se els moviments del Body art i la Performance.
Les seves fotografies tenent sovint com a objecte la mateixa autora, en el que podria considerar-se com a autoretrats, tot i que ella nega que ho siguin en sentit estricte i fins i tot que sigui fotògrafa, pel fet que les fotografies estan molt planificades i n'ha fet prèviament esbossos, a més que qui prem el disparador de la càmera fotogràfica és el seu marit. Finalment les fotografies sofreixen una manipulació posterior en pintar-les, en afegir-hi objectes tridimensionals o acompanyar-les d'enregistraments sonors o de vídeo.
L'obra d'Helena Almeida experimenta amb la seva pròpia imatge, buscant nous camins per explorar la relació entre el cos humà i l'espai que l'envolta. Una de les seves obres destacades és la sèrie Estudo para dois espaços (Estudi per a dos espais, 1977) on es mostren mans que es deixen veure per entre reixes i portes metàl·liques entreobertes, ben bé com si fossin darrere de barreres opressives, de manera que provoquen la sensació d'estar atrapades entre dos espais o realitats. Aquest treball il·lustra la situació d'una dona lligada a les ocupacions domèstiques i és també una resposta a la percepció d'aïllament artístic de la resta del món que Almeida sentia durant els anys de la dictadura a Portugal, tant des del punt de vista cultural com polític.
Assistí, representant Portugal, a les biennals de Venècia del 1982 i del 2005, a la de São Paulo del 1979 i a la de Sydney del 2004. Ha exposat obra seva a París, Londres, Nova York, entre altres ciutats.